# Дийпуотър Хърайзън
Deepwater Horizon (поизн. Дийпуотър Хърайзън, в превод: Дълбоководен хоризонт) е ултра-дълбоководна, динамично позиционирана и полупотопяема нефтена платформа.
Построена е през 2001 г. в Южна Корея от компанията Hyundai Heavy Industries и е собственост на компанията „Transocean“, като е отдадена с договор на „BP“ до септември 2013 г.
Регистрирана е в Маджуро, Маршалови острови. Към септември 2009 г. платформата е добивала нефт от най-дълбокия нефтен кладенец в историята, дълбок 10 680 m.
На 20 април 2010 г. експлозия на борда на платформата убива 11 работници. Започналият след нея пожар не е угасен и платформата потъва на 22 април 2010 г., след което от кладенеца започва да изтича суров петрол, причинил най-големия нефтен разлив в историята на САЩ.